# Бойковщина (заказник)
Бойко́вщина — лісовий заказник місцевого значення в Україні. Розташований у межах Ічнянської міської громади Прилуцького району Чернігівської області, на північний захід від села Іваниця.
Площа 74 га. Статус присвоєно згідно з рішенням Чернігівського облвиконкому від 23.09.1991 року № 215. Перебуває у віданні ДП «Прилуцьке лісове господарство» (Іваницьке л-во, кв. 18, 19 [Жадьківське л-во, кв. 99, 100]).
Статус присвоєно для збереження лісового масиву з насадженнями дуба, липи, горіха; на перезволожених ділянках переважають осика, вільха.